# Mikołajki Folkowe
Mikołajki Folkowe – polski festiwal muzyki folkowej, odbywający się od 1991 w Lublinie.
Inicjatorem powstania festiwalu w 1991 roku i corocznym organizatorem jest środowisko Orkiestry św. Mikołaja, zespołu folkowego działającego przy ACK „Chatka Żaka” UMCS w Lublinie. Od 2001 roku współorganizatorem festiwalu jest Stowarzyszenie Animatorów Ruchu Folkowego.

## Idea
Mikołajki Folkowe to festiwal interdyscyplinarny. Wiodącym tematem jest muzyka inspirowana muzyką tradycyjną, prezentowana i popularyzowana w sposób atrakcyjny i zrozumiały dla współczesnego młodego odbiorcy, oryginalna i nowoczesna. Zespoły folkowe występujące na festiwalu używają współczesnych środków do swobodnych interpretacji źródeł ludowej muzyki. Mikołajki Folkowe popularyzują kulturę tradycyjną poprzez edukację i zainteresowanie młodych ludzi wartościami i spuścizną folkloru, wskazując drogę, jak można dziś z niej korzystać. Oprócz koncertów będących osią festiwalu na „Mikołajkach” odbywają się liczne warsztaty, spotkania autorskie, prezentowane są filmy związane z kulturą ludową. Prezentują muzykę inspirowaną folklorem różnych regionów i krajów, stawiając sobie za cel „przełamywanie stereotypów i uprzedzeń pomiędzy narodami poprzez poznawanie ich tradycji i kultury”.

## Zespoły
Od początku istnienia festiwalu na scenie głównej wystąpiło ponad 300 wykonawców z 33 krajów (szczegółowy spis na www festiwalu). Drugie tyle zagrało w ramach konkursu muzycznego „Scena Otwarta” (organizowanego od 1993) promującego młodych nowych wykonawców polskiej sceny folk. Od 2008 r. przyznawana jest dla najlepszej śpiewaczki Nagroda im. Anny Kiełbusiewicz. Ten najstarszy polski konkurs folkowy stał się naturalnym punktem odniesienia dla wszystkich późniejszych, z konkursem festiwalu „Nowa Tradycja” od 1998 r. na czele. W latach 1998 – 2001 Mikołajkom Folkowym towarzyszyło także uroczyste przyznanie nagród Folkowy Fonogram Roku – konkursu najlepszą polską płytę folkową. Obecnie Fonogramy przyznaje Polskie Radio, RCKL.

## Wydarzenia
Podczas 3–4 dni festiwalu odbywają się koncerty na kilku scenach. Przez kilka edycji działała też „Scena pod Schodami”, na której występują muzycy ludowi. Klub Festiwalowy proponuje wystawy, warsztaty taneczne, wokalne, obrzędowe, zajęcia dla dzieci, panel dyskusyjny oraz Jarmark Cudów – kiermasz rękodzieła. Tradycją stała się coroczna konferencja naukowa organizowana we współpracy z UMCS. Organizowane się też wystawy okolicznościowe, takie jak „Oskar Kolberg – etnograf (muzyk)ograf, chopinolog” (edycja 2014). Dwukrotnie był organizowany Mikołajkowy Gabinet Portretowy.
Od 2014 podczas Mikołajków odbywa się także konkurs fotograficzny „Tradycja w obiektywie” cieszący się niesłabnącym zainteresowaniem W pierwszej edycji 2014 wzięło udział ponad 80 osób, wysyłając 250 zdjęć.
Jednym z elementów festiwalu są Festiwalowe Żywe Książki – celem spotkania jest wypożyczanie „żywych książek” – osób związanych z Festiwalem. Żywe Książki są okazją do odbycia rozmów z wyjątkowymi osobami. Dotąd w żywej bibliotece słuchano i rozmawiano m.in. z organizatorami i jurorami festiwalu, takimi jak Maria Baliszewska, Joanna Szadura, Agnieszka Matecka, Agata Kusto, Joanna Zarzecka, Marek Szurawski, Bogdan Bracha i wielu innych.

## Laureaci poprzednich edycji
Laureaci konkursu Scena Otwarta Mikołajków Folkowych

### Mikołajki Folkowe 2016
- I nagroda – Kapela z Innej Struny[7]
- II nagroda – Kapela PoPieronie
- III nagroda – Karma Trio, Woźniak/Wachowiak/Kinaszewska
- Wyróżnienie – Skład Niearchaiczny
- Nagroda im. Anny Kiełbusiewicz – Karolina Matuszkiewicz
- Nagroda Publiczności – Karma Trio

### Mikołajki Folkowe 2015
- I nagroda – T/Aboret[8]
- II nagroda – In Fidelis
- III nagroda – Królestwo Beskidu
- Wyróżnienia – A gdzie to dawniej stroiło, Dziadowski Projekt, Vuraj, Cilka
- Nagroda Publiczności – T/Aboret
- Nagroda im. Anny Kiełbusiewicz – nie przyznano

### Mikołajki Folkowe 2014
- I nagroda – Kapela Maliszów[9]
- II nagroda – Bum Bum Orkestar
- III nagroda – Jakim Cudem, Azja Kamińska z zespołem, CAFE RICO
- Nagroda im. Anny Kiełbusiewicz – Azja Kamińska
- Wyróżnienie w postaci sesji studyjnej ufundowanej przez TR Studios – Jakim Cudem
- Nagroda Publiczności – Łontanara

### Mikołajki Folkowe 2013
- I nagroda – Dzikie Jabłka[10]
- II nagroda – Same Suki
- III nagroda – Duet Kipikasza
- Wyróżnienie – Poleńka
- Nagroda za opracowanie i wykonanie piosenki Anny Kiełbusiewicz – Kalokagathos
- Nagroda im. Anny Kiełbusiewicz dla najlepszej wokalistki – Małgorzata Ciesielska -Gułaj
- Wyróżnienie w postaci sesji studyjnej ufundowanej przez TR Studios – Duet Kipikasza
- Wyróżnienie w postaci nagrania teledysku, ufundowane przez www.lubiefotografie.pl – Duet Kipikasza
- Nagroda Publiczności – Same Suki

### Mikołajki Folkowe 2012
- I nagroda – Sutari[11]
- II nagroda – Lesja
- III nagroda – Angela Gaber Trio
- Wyróżnienie w postaci sesji studyjnej ufundowanej przez TR Studios – Dobroto
- Wyróżnienie honorowe – Alepak
- Nagroda im. Anny Kiełbusiewicz – Lesja Szulc
- Nagroda Publiczności – Sutari

### Mikołajki Folkowe 2011
- I nagroda – ex equo Chłopcy kontra Basia i Folknery (Kijów)[12]
- 2 nagroda – Frument Projekt (Radom)
- 3 nagroda – Kalokagathos (Częstochowa)
- Wyróżnienia: Alter Etno (Warszawa), Cassiopeia (Sanok), Teleri (Kijów) i Rozumaky (Katowice)
- Nagroda im. Anny Kiełbusiewicz – Barbara Derlak (Chłopcy kontra Basia)
- Nagroda Publiczności – Folknery

### Mikołajki Folkowe 2010
- I nagroda – Melodia w Polsce[13]
- II nagroda – Tygiel Folk Banda
- III nagroda – Besquidians
- Wyróżnienia Dron, Banalne Pati
- Nagroda im. A. Kiełbusiewicz – śpiewaczki z zespołu Bałkany Śpiewają
- Nagroda Publiczności – Melodia w Polsce

### Mikołajki Folkowe 2009
- I nagroda – nie przyznano
- II nagroda – Hawok
- III nagroda – Dubajahga i Klezmaholics
- nagroda im. A. Kiełbusiewicz – Taisia Burdilova (grupa Bifolk)
- Wyróżnienie w postaci sesji nagraniowej ufundowanej przez TR Studios – Otako
- Nagroda publiczności – Morfe Acoustic Band

### Mikołajki Folkowe 2008
- I nagroda – Mosaic
- II nagroda – Bubliczki Cashubian Klezmer Band
- III nagroda – Folk Roll
- Wyróżnienia – Tindarina, Kalpatao i Karna
- Wyróżnienie w postaci sesji nagraniowej ufundowanej przez TR Studio – Azas
- Nagroda im. Ani Kiełbusiewicz – Nasta Niakrasowa (grupa Folk Roll)
- Nagroda Publiczności – Kraken Klezmer Band

### Mikołajki Folkowe 2007
- I nagroda – Nell’ Ambientes I Gadająca Tykwa – jest to nagroda zbiorowa za całokształt
- II nagroda – nie przyznano
- III nagroda – Kapela Z Orliczka
- wyróżnienia – Klezmaholics, Violina i Patrycja Napierała
- Wyróżnienie w postaci sesji nagraniowej ufundowanej przez TR Studio – Nell’ Ambientes
- Nagroda Publiczności – Gadająca Tykwa

### Mikołajki Folkowe 2006
- I nagroda – Duo Michał Żak/Marcin Szyszkowski i NHS-Ethno
- II nagroda – Semenca
- III nagroda – Manikut
- wyróżnienie – Danar
- Nagroda publiczności – Kapela Ziele

### Mikołajki Folkowe 2005
- II nagroda – Dautenis, Karpatia
- III nagroda – Widymo, Kitka Šarena
- wyróżnienie – Psio Crew
- Wyróżnienie w postaci sesji nagraniowej ufundowanej przez TR Studio – Kitka Šarena
- Nagroda Publiczności – Żywiołak

### Mikołajki Folkowe 2004
- I nagroda – Balkan Sevdah
- II nagroda – Kitka Šarena, Karpatia
- III Nagroda – Burdon
- wyróżnienie – The Irish Connection, Nell’ Ambientes. Jam Bibum
- Nagroda Publiczności – Burdon

### Mikołajki Folkowe 2003
- I nagroda – Cry To Kraj
- II nagroda – The Reelium
- III nagroda – Okmel
- Wyróżnienie – Vibrasoniq
- Nagroda Publiczności/Orkiestry św. Mikołaja – Cry To Kraj

### Mikołajki Folkowe 2002
- I nagroda – Jar
- II nagrody – Aires De Los Andes, W-Z Orkiestra
- III nagroda – Ordynacka Kapela Jacoki
- Nagroda Orkiestry św. Mikołaja – Jar

### Mikołajki Folkowe 2001
- nagrody I-III – nie przyznano
- Wyróżnienie – Folkiestra Form Różnych, Rimead, Serencza, Yarehma
- Nagroda Orkiestry św. Mikołaja – Folkiestra Form Różnych

### Mikołajki Folkowe 2000
- I nagroda – Sarakina
- II nagroda – Kapela Buki
- III nagroda – Lautari Folk Band i Projekt Percival – Ovo
- nagroda Redaktora Naczelnego “Dziennika Wschodniego” – Kapela Buki
- Nagroda Orkiestry św. Mikołaja – Projekt Percival – Ovo

### Mikołajki Folkowe 1999
- I nagroda – Jahiar Group
- II nagroda – Stara Lipa
- III nagroda – Kaptoszki, Mama Bum
- Nagroda Orkiestry św. Mikołaja – Stara Lipa

### Mikołajki Folkowe 1998
- I nagroda – Ovo
- II nagroda – Bractwo – Wianki Samagri
- III nagroda – Jahiar Group
- Wyróżnienie – Kapela Kaptoszki, Kapela Drewutnia, Kapela Pole Chońka
- Nagroda Orkiestry św. Mikołaja – Jahiar Group

### Mikołajki Folkowe 1997
- I miejsce – Się gra
- II miejsce – Dziki Bez Czarny
- III miejsce – Kapela ze Wsi, Pole Chońka, i Rzepczyno Folk Band
- Wyróżnienie – Młodzi Janowiacy, Steel Dream
- nagroda Orkiestry św. Mikołaja – Kapela ze Wsi

### Mikołajki Folkowe 1996
- I nagroda – Ania Kiełbusiewicz
- II nagroda – „Szybki Lopez”
- III nagroda – „Ani Drgnie”
- Wyróżnienia: Biesiada Okpiświatów, Rykersi, No Name Band
- nagroda Orkiestry św. Mikołaja – Biesiada Okpiświatów

### Mikołajki Folkowe 1995
- I nagroda – Rivendell
- II nagroda – Czeremszyna
- III nagroda – No Name Band
- IV nagroda – Dzieci Piły
- nagroda Orkiestry św. Mikołaja – Dzieci Piły

### Mikołajki Folkowe 1994
- I nagroda – Orkiestra Jednej Góry Matragona
- II nagroda – Chudoba

### Mikołajki Folkowe 1993
Jury, czyli cała publiczność wybrała zwycięzcę – lubelską grupę Los Centauros (folklor andyjski)